# Список основных участников заговора 20 июля 1944 года
В списке в алфавитном порядке представлены основные участники заговора, преследовавшего цели убийства Адольфа Гитлера и свержения нацистского режима, состоявшегося 20 июля 1944 года. Основные фигуранты принадлежали к высшему эшелону командования вермахта, поэтому его часто называют «заговором генералов». После неудавшегося покушения на жизнь Гитлера и попытки захвата власти в Берлине, Париже, Вене и других ключевых пунктах Третьего рейха движение Сопротивления в Германии было уничтожено. Согласно данным, приводимым У. Ширером на основе материалов гестапо в рамках расследования данного дела, было арестовано свыше 7000 человек, 4980 из которых подверглись смертной казни.
В современной Германии участники заговора 20 июля являются национальными героями. В их честь названы улицы и казармы бундесвера, поставлены памятники, выпускаются почтовые марки. В памятные даты, связанные с покушением, проходят государственные церемонии с участием высших должностных лиц.
В список включены персоналии, отнесённые к основным участникам заговора в работах, приведённых в списке литературы. В примечаниях указаны сноски на источники по каждой персоналии.
- Серым цветом в таблице выделены лица, казнённые либо убитые при подавлении заговора.
- Бежевым цветом в таблице выделены лица, покончившие с собой после неудачи заговора.
- Белым цветом в таблице выделены лица, оставшиеся в живых после неудачи заговора.

## Основные участники заговора 20 июля 1944 года
| Полное имя | Портрет                             | Звание и должность на 20 июля 1944 года | Участие в событиях 20 июля и последующая судьба | Примечание |
| --- | ----------------------------------- | --- | --- | ---------- |
| Людвиг Август Теодор Бек (нем. Ludwig August Theodor Beck)                                                                                               | (29 июня 1880 — 20 июля 1944)       | Генерал-полковник, в резерве ОКВ. Бывший начальник Генерального штаба командования сухопутных войск. | Лидер заговора. В случае успеха ему отводилась роль главы государства. Осуществлял общее руководство действиями заговорщиков из штаба армии резерва. После неудачи пытался покончить жизнь самоубийством, но в итоге был застрелен по приказанию генерала Ф. Фромма. | [ 5 ]      |
| Ойген Антон Больц (нем. Eugen Anton Bolz) | (15 декабря 1881 — 23 января 1945)  | Государственный президент Вюртемберга (1928—1933), политический и государственный деятель (один из руководителей Партии Центра, распущенной в 1933 году).                                                                                      | Рассматривался в качестве кандидата на министерские посты в постнацистском правительстве Германии. Не принимал непосредственного участия в событиях 20 июля 1944 года. Арестован в августе 1944 года. Приговорён Народной судебной палатой к смертной казни, повешен. | [ 6 ]      |
| Дитрих Бонхёффер (нем. Dietrich Bonhoeffer) | (4 февраля 1906 — 9 апреля 1945)    | Лютеранский пастор, сотрудник абвера. Арестован в апреле 1943 года в связи с внутренним расследованием, проводимым гестапо в отношении сотрудников абвера.                                                                                     | Был связан с «абверовским крылом» заговора. От его имени налаживал контакт с представителями союзников в Швеции. После провала заговора 20 июля был привлечён к этому делу. Без приговора суда был повешен в концлагере Флоссенбюрг. | [ 7 ]      |
| Эдуард Вагнер (нем. Eduard Wagner) | (1 апреля 1894 — 23 июля 1944)      | Генерал артиллерии. Генерал-квартирмейстер Генерального штаба командования сухопутных войск. | Один из организаторов заговора. Предоставил в распоряжение Клауса Штауффенберга личный самолёт, что позволило тому покинуть Растенбург после взрыва. Не принимал непосредственного участия в событиях 20 июля 1944 года. Первоначально не был разоблачён: его имя было названо только после первых допросов. Покончил жизнь самоубийством (застрелился). | [ 8 ]      |
| Карл Венцель-Тейченталь (нем. Carl Wentzel-Teutschenthal)                                                                                                | (9 декабря1876 — 20 декабря 1944)   | Крупный промышленник, глава компании Carl Wentzel/J.G. Boltze, председатель наблюдательных советов и советов директоров ряда агропромышленных и банковских структур.                                                                           | Примыкал к заговору, предоставлял своё имение под совещания заговорщиков. Не принимал непосредственного участия в событиях 20 июля 1944 года. После провала заговора арестован. Приговорён Народной судебной палатой к смертной казни, повешен. | [ 9 ]      |
| Йозеф Вирмер (нем. Josef Wirmer) | (19 марта 1901 — 8 сентября 1944)   | Адвокат, политический деятель (один из руководителей Партии Центра, распущенной в 1933 году). Был одним из координаторов различных фракций заговорщиков.                                                                                       | Не принимал непосредственного участия в событиях 20 июля 1944 года. Арестован в августе 1944 года. Приговорён Народной судебной палатой к смертной казни, повешен. | [ 10 ]     |
| Эрвин фон Вицлебен (нем. Job-Wilhelm Georg "Erwin" von Witzleben)                                                                                        | (4 декабря 1881 — 8 августа 1944)   | Генерал-фельдмаршал, в резерве ОКВ. | 20 июля 1944 года принял на себя обязанности главнокомандующего вермахтом. Осуществлял руководство из штаба армии резерва. Узнав о неудаче покушения на Гитлера, демонстративно покинул здание. Арестован в своём имении. Приговорён Народной судебной палатой к смертной казни, повешен. | [ 11 ]     |
| Вольф Генрих фон Гелльдорф (нем. Wolf-Heinrich Graf von Helldorf)                                                                                        | (14 октября 1896 — 15 августа 1944) | Обергруппенфюрер СС и генерал полиции. Начальник полиции Берлина. | Поддержал действия заговорщиков, приказав силам полиции не вмешиваться в происходящее, однако отказался произвести аресты руководителей НСДАП. Арестован. Приговорён Народной судебной палатой к смертной казни, повешен. | [ 12 ]     |
| Эрих Гёпнер (нем. Erich Hoepner) | (14 сентября 1886 — 8 августа 1944) | Генерал-полковник, в резерве ОКВ. Уволен из вооружённых сил без права носить военную форму и награды. | 20 июля 1944 года принял на себя обязанности командующего армией резерва. Арестован в здании штаба. Приговорён Народной судебной палатой к смертной казни, повешен. | [ 13 ]     |
| Карл Фридрих Гёрделер (нем. Carl Friedrich Goerdeler) | (31 июля 1884 — 2 февраля 1945)     | Обер-бургомистр Лейпцига (1930—1937), государственный деятель. Член правления концерна Бош. | Один из руководителей заговора, в случае успеха являлся основным кандидатом на пост канцлера. Накануне 20 июля 1944 года был выдан ордер на его арест. Несколько недель скрывался, после чего был арестован. Приговорён Народной судебной палатой к смертной казни, повешен. | [ 14 ]     |
| Ханс Бернд Гизевиус (нем. Hans Bernd Gisevius) | (14 июля 1904 — 23 февраля 1974)    | Сотрудник немецкой полиции и абвера, дипломат. С 1943 года вице-консул в Швейцарии. | От имени заговорщиков налаживал контакты через Ватикан с американской разведкой, в том числе, с Алленом Даллесом. 20 июля 1944 года находился в Берлине. Пытался координировать действия военных и полиции. После неудачи перешёл на нелегальное положение, в январе 1945 года бежал в Швейцарию. | [ 15 ]     |
| Ганс фон Донаньи (нем. Hans von Dohnanyi) | (1 января 1902 — 9 апреля 1945)     | Юрист, сотрудник абвера. Арестован в апреле 1943 года в связи с внутренним расследованием, проводимым гестапо в отношении сотрудников абвера.                                                                                                  | Один из руководителей «абверовского крыла» заговора. После провала заговора 20 июля был привлечён к этому делу. Без приговора суда был повешен в концлагере Заксенхаузен. | [ 16 ]     |
| Петер Йорк фон Вартенбург (нем. Peter Yorck von Wartenburg)                                                                                              | (13 ноября 1904 — 8 августа 1944)   | Юрист, сотрудник Военного управления ОКВ. Крупный землевладелец. | Один из руководителей «группы Крейсау». Не принимал непосредственного участия в событиях 20 июля 1944 года. После провала заговора сразу арестован. Приговорён Народной судебной палатой к смертной казни, повешен. | [ 17 ]     |
| Вильгельм Франц Канарис (нем. Wilhelm Franz Canaris) | (1 января 1887 — 9 апреля 1945)     | Адмирал для особых поручений, начальник штаба по вопросам торговой и экономической войны при ОКВ. Бывший начальник абвера (1935—1944). | Был одним из организаторов «абверовского крыла» заговора. Не принимал непосредственного участия в событиях 20 июля 1944 года. После провала заговора арестован, был привлечён к этому делу. Причастность Канариса доказана не была, однако он был помещён в концлагерь Флоссенбюрг. После обнаружения его тайного архива приговорён специальным трибуналом СС к смертной казни, повешен. | [ 19 ]     |
| Ханс Гюнтер фон Клюге (нем. Günther von Kluge) | (30 октября 1882 — 18 августа 1944) | Генерал-фельдмаршал. Командующий группой армий «D». | Был посвящён в планы заговорщиков с 1942 года, будучи командующим группой армий «Центр». В 1944 году продолжал поддерживать с ними контакты. Узнав о неудачном покушении на А. Гитлера, отмежевался от участия в заговоре. Отказался поддержать действия К. фон Штюльпнагеля по аресту высших офицеров СС во Франции. В ходе расследования была установлена причастность Клюге к заговору. 18 августа 1944 года был отстранён от должности и вызван в Германию. По дороге покончил жизнь самоубийством, отравившись цианистым калием.                                | [ 20 ]     |
| Ганс Кох (нем. Hans Koch) | (16 августа 1893 — 24 апреля 1945)  | Адвокат, участник христианского движения Сопротивления. | Рассматривался в качестве кандидата на министерские посты в постнацистском правительстве Германии. Не принимал непосредственного участия в событиях 20 июля 1944 года. После провала заговора скрылся. Арестован в январе 1945 года. Без приговора суда был казнён в Берлине. | [ 21 ]     |
| Йоахим Кун (нем. Wilhelm Georg Joachim Kuhn) | (2 августа 1913 — 6 марта 1994)     | Майор генерального штаба | В мае 1944 года Йоахим Кун подготовил взрывчатку для Штауффенберга. В день покушения находился на восточном фронте. 27 июля 1944 был арестован, однако сумел сбежать из под стражи при конвоировании и сдаться советским войскам. |            |
| Карл Лангбен (нем. Carl Langbehn) | (16 августа 1893 — 12 октября 1944) | Адвокат. Арестован в сентябре 1943 года в связи с внутренним расследованием, проводимым гестапо в отношении сотрудников абвера. | Пользуясь личным знакомством с Г. Гиммлером, пытался использовать его в целях заговорщиков. Участвовал в переговорах с Алленом Даллесом в Швейцарии. После провала заговора 20 июля был привлечён к этому делу. Приговорён Народной судебной палатой к смертной казни, повешен. | [ 22 ]     |
| Юлиус Лебер (нем. Julius Leber) | (16 ноября 1891 — 5 января 1945)    | Политический деятель, один из руководителей Социал-демократической партии Германии (запрещённой в 1933 году). Арестован в начале июля 1943 года.                                                                                               | Был одним из руководителей «левого крыла» заговорщиков и рассматривался в качестве кандидата на министерские посты в постнацистском правительстве Германии. После провала заговора 20 июля был привлечён к этому делу. Приговорён Народной судебной палатой к смертной казни, повешен. | [ 23 ]     |
| Вильгельм Лёйшнер (нем. Wilhelm Leuschner) | (15 июня 1890 — 29 сентября 1944)   | Политический и профсоюзный деятель. Министр внутренних дел Гессена (1928—1933), заместитель председателя Всегерманского объединения профсоюзов (1933).                                                                                         | Был руководителем «левого крыла» заговорщиков и рассматривался в качестве кандидата на пост вице-канцлера. Не принимал непосредственного участия в событиях 20 июля 1944 года. После провала заговора 20 июля арестован. Приговорён Народной судебной палатой к смертной казни, повешен. | [ 24 ]     |
| Фриц Линдеман (нем. Fritz Lindemann) | (11 апреля 1894 — 22 сентября 1944) | Генерал артиллерии, начальник артиллерийско—технической службы ОКХ. | Участвовал в подготовке покушения на жизнь Гитлера. После провала заговора скрылся. В сентябре 1944 года был выдан гестапо, оказал вооружённое сопротивление при аресте. Был тяжело ранен, через несколько дней скончался. | [ 25 ]     |
| Альбрехт Мерц фон Квирнхайм (нем. Albrecht Mertz von Quirnheim)                                                                                          | (21 марта 1905 — 21 июля 1944)      | Полковник, начальник штаба Общевойскового управления ОКВ. | Один из организаторов заговора. Участвовал в аресте командующего армией резерва генерала Ф. Фромма. Поставил свою подпись под телеграммой заговорщиков о введении в действие плана «Валькирия». Вёл переговоры со штабами военных округов, призывая их к поддержке заговорщиков. Ночью 20 июля 1944 года захвачен и расстрелян на месте по приказу Ф. Фромма. | [ 26 ]     |
| Рудольф фон Маронья-Редвиц (нем. Rudolf von Marogna-Redwitz)                                                                                             | (15 октября 1886 — 12 октября 1944) | Полковник в резерве ОКВ. До 1944 года возглавлял отделение абвера в Вене. | Один из организаторов заговора в Вене. Убедил командование округа в необходимости выполнения операции «Валькирия», в результате чего было арестовано высшее руководство НСДАП и СС. После провала заговора был арестован. Приговорён Народной судебной палатой к смертной казни, повешен. | [ 27 ]     |
| Хельмут Джеймс фон Мольтке (нем. Helmuth James von Moltke)                                                                                               | (11 марта 1907 — 23 января 1945)    | Юрист, сотрудник отдела международного права абвера. Крупный землевладелец. Арестован в январе 1944 года за антинацистскую деятельность. | Один из руководителей «группы Крейсау». После провала заговора был привлечён к этому делу. Приговорён Народной судебной палатой к смертной казни, повешен. | [ 28 ]     |
| Йозеф Мюллер (нем. Joseph Müller) | (27 марта 1897 — 12 сентября 1979)  | Юрист, дипломат, сотрудник абвера. Арестован в апреле 1943 года в связи с внутренним расследованием, проводимым гестапо в отношении сотрудников абвера.                                                                                        | От имени заговорщиков налаживал контакты с Ватиканом и разведкой союзников. После провала заговора был привлечён к этому делу. Причастность Мюллера доказана не была. После обнаружения архива Канариса был отправлен в концлагерь Флоссенбюрг. Затем переведён в Нидердорф, где впоследствии освобождён американскими войсками. | [ 29 ]     |
| Артур Небе (нем. Artur Nebe) | (13 ноября 1894 — 3 марта 1945)     | Группенфюрер СС и генерал-лейтенант полиции. Глава крипо. | Поддерживал контакты с участниками заговора с середины 30-х годов. Не принимал непосредственного участия в событиях 20 июля 1944 года. После провала заговора, пытаясь избежать разоблачения, организовал аресты ряда заговорщиков из числа сотрудников полиции. Узнав о наличии показаний против себя, перешёл на нелегальное положение, инсценировав самоубийство. В январе 1945 года арестован гестапо. Приговорён Народной судебной палатой к смертной казни, повешен.                                                                                           | [ 30 ]     |
| Фридрих Ольбрихт (нем. Friedrich Olbricht) | (4 октября 1888 — 21 июля 1944)     | Генерал пехоты. Начальник Общего управления ОКВ, заместитель командующего армии резерва. | Один из организаторов и лидеров заговора. Отдал приказ о начале операции «Валькирия», был в числе офицеров, арестовавших Ф. Фромма и других лиц, отказавшихся поддержать действия заговорщиков. В ночь на 21 июля 1944 года захвачен и расстрелян на месте по приказу Фромма. | [ 31 ]     |
| Ханс Остер (нем. Hans Oster) | (9 августа 1888 — 9 апреля 1945)    | Генерал-майор в резерве ОКВ, начальник центрального отдела абвера (1935—1943) В апреле 1943 года, в связи с внутренним расследованием, проводимым гестапо в отношении сотрудников абвера, отстранён от должности и помещён под домашний арест. | Являлся одним из лидеров «абверовского крыла» заговора. Не принимал непосредственного участия в событиях 20 июля 1944 года. Арестован на следующий день после провала заговора, приговорён специальным трибуналом СС к смертной казни, повешен. | [ 32 ]     |
| Эдуард Йоханнес Попиц (нем. Eduard Johannes Popitz) | (2 декабря 1884 — 2 февраля 1945)   | Государственный деятель, почётный профессор налогового права и финансовых наук. Министр финансов Пруссии. | Являлся одним из лидеров консервативного крыла заговора. Не принимал непосредственного участия в событиях 20 июля 1944 года. Арестован на следующий день после провала заговора, приговорён Народной судебной палатой к смертной казни, повешен. | [ 33 ]     |
| Эрвин Ойген Йоханнес Роммель (нем. Erwin Eugen Johannes Rommel)                                                                                          | (15 ноября 1891 — 14 октября 1944)  | Генерал-фельдмаршал. Командующий группой армий «B», 17 июля 1944 года был тяжело ранен в результате авианалёта союзников. | Был посвящён в планы заговорщиков, однако высказывался против покушения на Гитлера. Высказывал готовность поддержать их выступление. Ввиду ранения не принимал непосредственного участия в событиях 20 июля 1944 года. На допросах ряд участников заговора показал причастность к нему Роммеля. По принуждению главного адъютанта Гитлера Роммель был вынужден покончить жизнь самоубийством, однако был похоронен с воинскими почестями. | [ 34 ]     |
| Георг Томас (нем. Georg Thomas ) | (20 февраля 1890 — 29 октября 1946) | Генерал пехоты. Начальник управления военной промышленности и вооружения ОКВ. | Не принимал непосредственного участия в событиях 20 июля 1944 года. При расследовании неудавшегося покушения была обнаружена его связь с участниками заговора. В октябре 1944 года арестован, помещён в концлагерь Флоссенбюрг. Затем переведён в Нидердорф, где освобождён американскими войсками. | [ 35 ]     |
| Хеннинг Херманн Роберт Карл фон Тресков (нем. Henning Hermann Robert Karl von Tresckow)                                                                  | (10 января 1901 — 21 июля 1944)     | Генерал-майор. Начальник штаба группы армий «Центр». | Один из лидеров заговорщиков, организатор нескольких неудавшихся покушений на Гитлера. Координировал действия нескольких групп Сопротивления. Узнав о неудаче, покончил жизнь самоубийством, имитировав гибель в бою. | [ 35 ]     |
| Адам фон Тротт цу Зольц (нем. Adam von Trott zu Solz) | (9 августа 1909 — 26 августа 1944)  | Дипломат, сотрудник абвера. | Один из активных членов «группы Крейсау». Не принимал непосредственного участия в событиях 20 июля 1944 года. После провала заговора сразу арестован. Приговорён Народной судебной палатой к смертной казни, повешен. | [ 36 ]     |
| Александер Эрнст Альфред Герман фон Фалькенхаузен (нем. Alexander Ernst Alfred Hermann von Falkenhausen)                                                 | (29 октября 1889 — 31 июля 1977)    | Генерал пехоты. Начальник военной администрации на территории Северной Франции и Бельгии. В середине июля 1944 года отстранён от занимаемой должности.                                                                                         | Один из активных участников заговора. Не принимал непосредственного участия в событиях 20 июля 1944 года. Через несколько дней после провала заговора арестован. Отправлен в концлагерь Дахау. Освобождён американскими войсками. | [ 37 ]     |
| Эрих Фельгибель (нем. Erich Fellgiebel) | (4 октября 1886 — 4 сентября 1944)  | Генерал войск связи. Начальник службы связи ОКВ. | Один из активных участников заговора. Сразу после покушения на Гитлера ограничил связь со ставкой фюрера «Волчье логово». Через несколько часов после покушения арестован. Приговорён Народной судебной палатой к смертной казни, повешен. | [ 38 ]     |
| Фридрих Фромм (нем. Friedrich Fromm) | (8 октября 1888 — 12 марта 1945)    | Генерал-полковник. Командующий армией резерва. | Был посвящён в планы заговора, но не принимал участия в его подготовке и отказался поддержать его участников, узнав о неудачном покушении. Арестован полковником Штауффенбергом. Через несколько часов освобождён лояльными режиму офицерами своего штаба. С целью скрыть свою причастность к заговору распорядился расстрелять на месте его организаторов. На следующий день арестован по приказу Г. Гиммлера. Приговорён Народной судебной палатой к смертной казни, расстрелян.                                                                                   | [ 39 ]     |
| Карл Пауль Эммануил фон Хазе (нем. Karl Paul Immanuel von Hase)                                                                                          | (24 июля 1885 — 8 августа 1944)     | Генерал-лейтенант. Военный комендант Берлина. | Участник заговора. Должен был обеспечить лояльность частей гарнизона и выполнение ими приказов заговорщиков. После покушения отдал необходимые распоряжения. После того, как ситуация вышла из-под контроля, отстранился от руководства войсками. Через несколько дней после провала заговора арестован. Приговорён Народной судебной палатой к смертной казни, повешен. | [ 40 ]     |
| Георг Александр Хансен (нем. Georg Alexander Hansen) | (5 июля 1904 — 8 сентября 1944)     | Полковник, сотрудник абвера. Начальник Военного управления РСХА. | Один из руководителей «абверского крыла» заговора. Не принимал непосредственного участия в событиях 20 июля 1944 года. Через несколько дней арестован. Приговорён Народной судебной палатой к смертной казни, повешен. | [ 41 ]     |
| Кристиан Август Ульрих фон Хассель (нем. Ulrich von Hassell)                                                                                             | (12 ноября 1881 — 8 сентября 1944)  | Дипломат, посол в Италии (1932—1938). Сотрудник Института экономического развития. | Один из активных членов заговора. Имел большой авторитет в дипломатических кругах, через нейтральные посольства поддерживал контакты с британским МИДом. Рассматривался в качестве кандидата на министерские посты в постнацистском правительстве Германии. Не принимал непосредственного участия в событиях 20 июля 1944 года. Через несколько дней арестован. Приговорён Народной судебной палатой к смертной казни, повешен. | [ 42 ]     |
| Вернер фон Хафтен (нем. Werner von Haeften) | (9 октября 1908 — 21 июля 1944)     | Обер-лейтенант, адъютант К. фон Штауффенберга. | Один из активных участников заговора и покушения на А. Гитлера. 20 июля 1944 года сопровождал Штауффенберга во время его поездки в ставку фюрера. Затем находился в течение всего дня в штабе армии резерва. Ночью 20 июля 1944 года захвачен и расстрелян на месте по приказу Ф. Фромма. | [ 43 ]     |
| Цезарь фон Хофакер (нем. Caesar von Hofacker) | (2 марта 1896 — 20 декабря 1944)    | Подполковник. Офицер особых поручений при штабе оккупационных сил вермахта во Франции. | Один из активных участников заговора. Являлся координатором между группами заговорщиков в Берлине и Париже. Участвовал в арестах высшего руководства СС во Франции. Через несколько дней после провала заговора арестован. Приговорён Народной судебной палатой к смертной казни, повешен. | [ 44 ]     |
| Фабиан фон Шлабрендорф (нем. Fabian von Schlabrendorff)                                                                                                  | (1 июля 1907 — 30 сентября 1980)    | Подполковник. Офицер особых поручений при штабе оккупационных сил вермахта во Франции. | Один из активных участников заговора. Являлся координатором между группами заговорщиков в Берлине и Париже. Участвовал в арестах высшего руководства СС во Франции. Через несколько дней после провала заговора арестован. Из-за гибели председателя Народной судебной палаты Р. Фрейслера рассмотрение его дела отложено. Через несколько месяцев приговорён к смертной казни. Приговор не был приведён в исполнение. Освобождён американскими войсками. | [ 46 ]     |
| Ханс Шпайдель (нем. Hans Speidel) | (28 октября 1908 — 28 ноября 1984)  | Генерал-лейтенант. Начальник штаба группы армий «B». | Один из активных участников заговора. Организатор выступления во Франции, в результате чего было арестовано высшее руководство СС в Париже. Поначалу его деятельность не вызвала подозрений. После показаний, полученных против него, отстранён от должности и арестован. На допросах отрицал свою причастность к заговору, на очных ставках другие участники заговора отказались от своих показаний. Суду предан не был, однако из-под ареста не выпущен. В последние дни войны с группой заключённых бежал из концлагеря. Скрывался до прихода американских войск. | [ 47 ]     |
| Клаус Филипп Мария Шенк фон Штауффенберг (нем. Claus Schenk von Stauffenberg)                                                                            | (15 ноября 1907 — 21 июля 1944)     | Полковник. Начальник штаба армии резерва. | Один из лидеров заговора. Организатор и участник покушения на Гитлера 20 июля 1944 года. Участвовал в аресте Ф. Фромма и других лиц, отказавшихся поддержать действия заговорщиков. В качестве начальника штаба армии резерва лично связывался с командирами частей и соединений, убеждая их выполнять приказы нового руководства. Ночью 20 июля 1944 года был захвачен группой офицеров штаба, оставшихся лояльными режиму. При аресте оказал сопротивление, был ранен. Расстрелян на месте по приказу Фромма.                                                      | [ 48 ]     |
| Гельмут Штиф (нем. Helmuth Stieff) | (6 июня 1901 — 8 августа 1944)      | Генерал-майор. Начальник организационного отдела Генерального штаба командования сухопутных войск. | Один из активных участников заговора. Организатор нескольких неудавшихся покушений на Гитлера. 20 июля 1944 года находился в «Волчьем логове», передал Штауффенбергу взрывное устройство. Также предоставил в его распоряжение автомобиль, что позволило тому покинуть ставку фюрера после взрыва. Арестован через несколько часов после покушения. Приговорён Народной судебной палатой к смертной казни, повешен. | [ 49 ]     |
| Карл-Генрих фон Штюльпнагель (нем. Karl-Heinrich von Stülpnagel)                                                                                         | (2 января 1886 — 30 августа 1944)   | Генерал пехоты. Командующий оккупационными силами вермахта во Франции. | Один из руководителей заговора. Получив известие о покушении на Гитлера и начале операции «Валькирия», отдал приказ об аресте всего личного состава СС и СД во Франции. Лично убеждал фельдмаршала Клюге поддержать действия заговорщиков. Узнав о подавлении заговора в Берлине, отдал приказ отпустить арестованных членов СС. Отстранён от должности. Совершил неудачную попытку самоубийства, в результате чего потерял зрение. Приговорён Народной судебной палатой к смертной казни, повешен.                                                                  | [ 50 ]     |
| Фридрих-Вернер Эрдманн Маттиас Иоганн Бернхард Эрих фон дер Шуленбург (нем. Friedrich-Werner Erdmann Matthias Johann Bernhard Erich von der Schulenburg) | (20 ноября 1885 — 10 ноября 1944)   | Дипломат, посол в СССР (1934—1941). | Один из участников заговора. Рассматривался в качестве кандидата на министерские посты в постнацистском правительстве Германии. Заговорщики рассчитывали с его помощью установить контакты с советским правительством. Не принимал непосредственного участия в событиях 20 июля 1944 года. Арестован в августе 1944 года. Приговорён Народной судебной палатой к смертной казни, повешен. | [ 51 ]     |
| Фриц-Дитлоф фон дер Шуленбург (нем. Fritz-Dietlof von der Schulenburg)                                                                                   | (5 сентября 1902 — 10 августа 1944) | Заместитель начальника полиции Берлина. | Один из участников заговора. Член «группы Крейсау». Рассматривался в качестве кандидата на министерские посты в постнацистском правительстве Германии. Не принимал непосредственного участия в событиях 20 июля 1944 года. После провала заговора арестован. Приговорён Народной судебной палатой к смертной казни, повешен. | [ 51 ]     |
| Ганс-Ульрих фон Эрцен (нем. Hans-Ulrich von Oertzen) | (6 марта 1915 — 21 июля 1944)       | Майор. Офицер Генерального штаба. | Один из организаторов заговора. Участвовал как офицер связи в событиях 20 июля 1944 года. Первоначально не был разоблачён: пока не было выяснено, что его видели вместе с Клаусом Штауффенбергом осенью 1943 года. Покончил жизнь самоубийством (взорвал себя гранатами). | [ 52 ]     |

### Комментарии
1. ↑  Бек дважды пытался застрелиться, однако лишь ранил себя в голову. Один из офицеров добил его выстрелом в шею.
2. ↑  . Архив состоял из 52 тетрадей с записями и копий различных документов, касающихся не только деятельности сотрудников абвера, причастных к заговору, но и фиксирующих противоправную деятельность Канариса с середины 1930-х годов.
3. ↑  Фрейслер погиб во время авианалёта союзников. Одна из бомб попала в здание суда во время заседания, на котором рассматривалось дело Шлабрендорфа. В результате налёта были практически полностью уничтожены судебные дела оставшихся в живых заговорщиков.